# Johan Christian Gebauer

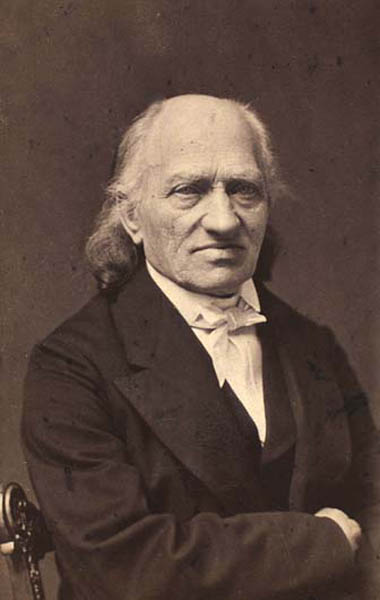
Johan Christian Gebauer

Johan Christian Gebauer (* 6. Dezember 1808 in Kopenhagen; † 24. Januar 1884 ebenda) war ein dänischer Komponist, Musiktheoretiker und Organist.
Der Sohn des Malers Christian David Gebauer war ab 1826 Schüler von Friedrich Kuhlau, später von Christoph Ernst Friedrich Weyse und Peter Casper Crossing. Ab 1842 redigierte er Sangfuglen, eine Subskriptionsreihe, in der Werke junger dänischer Komponisten erschienen. 1846 wurde er Organist an der Kopenhagener Petrikirche. 1859 übernahm er die Organistenstelle an der Helligåndskirken, die er bis zu seinem Tod innehatte. Von 1866 bis 1883 unterrichtete er Harmonielehre am Konservatorium von Kopenhagen. Als Komponist wurde Gebauer vor allem mit Kinderliedern bekannt, die er ursprünglich für seine eigenen Kinder geschrieben hatte. Weiterhin komponierte er Klavierstücke, Orgelpräludien und mehrere Choräle. Außerdem veröffentlichte er musiktheoretische Schriften.